# Wairarapa Bush Rugby Football Union
Wairarapa Bush Rugby Football Union – nowozelandzki regionalny związek rugby union z siedzibą w Masterton założony w 1971 roku obejmujący kluby z południowo-wschodniej części Wyspy Północnej. Reprezentujący go zespół występuje w Heartland Championship.

## Historia
Związek powstał w 1971 roku po połączeniu się Wairarapa i Bush, choć wspólną drużynę oba te związki wystawiały już wcześniej, m.in. przeciwko British and Irish Lions podczas ich tournée w 1930, 1959 i 1966. Po utworzeniu National Provincial Championship w 1976 roku drużyna trafiła do Dywizji 2, jednak w 1981 roku pod wodzą Briana Lochore'a awansowała do nowozelandzkiej elity. W 1985 roku zajęła w niej czwarte miejsce, w kolejnych sezonach zespół jednak spadał w ligowej hierarchii, trafiając ostatecznie do Dywizji 3. Zespół triumfował w Dywizji 3 National Provincial Championship 2005, zaś rok później wygrał inauguracyjną edycję Heartland Championship.
Wairarapa Bush był jednym z dziewięciu regionalnych związków, które utworzyły zespół Hurricanes występujący w Super 12.
Zespół kilkukrotnie przystępował do meczu o Ranfurly Shield, jednak nigdy nie zdobył tego trofeum. Prócz rywalizacji z innymi nowozelandzkimi regionami drużyna rozgrywała też spotkania z zespołami z zagranicy – Włochami, Szkocją, British and Irish Lions czy Queensland.
Spośród reprezentantów kraju związanych z Wairarapa Bush najbardziej znanym był Brian Lochore.